# Изотино (Ивановская область)
Изотино — село в Холуйском сельском поселении Южского района Ивановской области. 

## География
Село расположено в 12 км на запад от центра поселения села Холуй и в 22 км на запад от Южи.

## История
В конце XIX — начале XX века село входило в состав Алексинской волости Ковровского уезда Владимирской губернии, с 1925 года — в составе Южской волости Шуйского уезда Иваново-Вознесенской губернии. В 1859 году в деревне числилось 55 двора, в 1905 году — 61 дворов.
С 1929 года село являлось центром Изотинского сельсовета Южского района, с 1954 года — в составе Снегиревского сельсовета, с 1974 года — центр Изотинского сельсовета, с 2005 года — в составе Холуйского сельского поселения.

## Население
| 1859 | 1905 | 2010 |
| ---- | ---- | ---- |
| 355  | ↗356 | ↘171 |